# オロス族
オロス族（オロスぞく、簡体字: 俄罗斯族、拼音: Éluósīzú）は、中国に住む55の少数民族のうち、ロシア系民族。
おおむね「ロシア人」（ルースキエ；русские）を意味するものの、政策的な登録制度のため、文化集団としての民族分類とは必ずしも一致するものではない。

## 概説
2000年に行われた第5回全国人口統計では、オロス族は15,609人いる。人口では、56の民族の中で47番目に位置する少数派である。ロシア人のほか、ウクライナ人やベラルーシ人を先祖に持つ者も一部含まれている。
漢民族とロシア人の双方の先祖を持つ者をさす言葉として「華俄後裔」があるが、これには漢民族等として登録されている人々も含まれる。
主に新疆ウイグル自治区（第5回全国人口統計では9464人）のイリ・カザフ自治州及びウルムチ市、アルグン市を中心とする内モンゴル自治区（第5回全国人口統計では5020人）、黒竜江省（第5回全国人口統計では265人）、朝陽区を中心とする北京市（第5回全国人口統計では216人）、遼寧省（第5回全国人口統計では150人）、河北省（第5回全国人口統計では102人）に暮らしている。
言語は年輩者を中心にロシア語を話し、キリル文字を使用している。宗教はキリスト教の正教徒がほとんどであるが、中国天主教愛国会、中国基督教協会に所属するキリスト教徒、プロテスタント系のペンテコステ派、また道教やイスラム教の信徒もいる。

## 歴史
17世紀後半、コサックであるアルバジン人が北京などに到来し八旗の1つである鑲黄旗に編入された。このような経緯によりアルバジン人の末裔の一部は現在、満洲族として登録されている。
19世紀から20世紀30年代にかけて、イリ・カザフ自治州、アルグン市、海林県及び嫩江流域に、ロシア正教の教派であるベロクリニツキー派、礼拝堂派、スパソフツィ等の古儀式派の人々が移住した。
ロシア革命の時には、大量の白系ロシア人が、ロシアからハルビン市、中東鉄路沿線、中露国境付近、東北部、イリ・カザフ自治州、ウルムチ市、上海、漢口などへ避難してきた。
ソ連時代、スターリンの農業集団化によって大規模な飢餓が発生し、ロシア人や、ソ連の極東およびシベリアに移住していた漢民族とそのロシア人家族などが、満洲（中国東北部）及び新疆省に避難した。1931年から1938年にかけて、ソ連政府は、漢民族とロシア人の混成家族をイリ・カザフ自治州へ強制追放した。その数は約20,000人におよんだ。
第二次世界大戦後から1966年頃にかけて、多くがソ連に帰国、あるいはアメリカ、ブラジル、オーストラリア、ニュージーランド、台湾などへ再移住した。中国に残ったものも民族籍を変更したものが9割以上を占めた。1957年の統計では9,000人いたが、1978年の統計では600人に減少している。文化大革命終了後、民族政策の変更にともない、「オロス族」として再登録する者が増えた。

## 人口分布
| 地区     | 総人口        | オロス族 | 全国のオロス族 人口に占める比率（%） | 当該地区 の少数民族 人口に対する比率（%） | 当該地区 人口に対する比率（%） |
| 合計     | 1,245,110,826 | 15,631   | 100                                  | 0.0148                                    | 0.00126                        |
| 31省合計 | 1,242,612,226 | 15,609   | 99.86                                | 0.0148                                    | 0.00126                        |
| 西北地区 | 89,258,221    | 9,128    | 58.40                                | 0.0523                                    | 0.01023                        |
| 華北地区 | 145,896,933   | 5,406    | 34.59                                | 0.0620                                    | 0.00371                        |
| 東北地区 | 104,864,179   | 479      | 3.06                                 | 0.0044                                    | 0.00046                        |
| 華東地区 | 358,849,244   | 271      | 1.73                                 | 0.0108                                    | 0.00008                        |
| 中南地区 | 350,658,477   | 182      | 1.16                                 | 0.0006                                    | 0.00005                        |
| 西南地区 | 193,085,172   | 143      | 0.91                                 | 0.0004                                    | 0.00007                        |
| 新疆     | 18,459,511    | 8,935    | 57.16                                | 0.0815                                    | 0.04840                        |
| 内蒙古   | 23,323,347    | 5,020    | 32.12                                | 0.1033                                    | 0.02152                        |
| 黒竜江   | 36,237,576    | 265      | 1.70                                 | 0.0150                                    | 0.00073                        |
| 北京     | 13,569,194    | 216      | 1.38                                 | 0.0369                                    | 0.00159                        |
| 遼寧     | 41,824,412    | 150      | 0.96                                 | 0.0022                                    | 0.00036                        |
| 河北     | 66,684,419    | 102      | 0.65                                 | 0.0035                                    | 0.00015                        |
| 上海     | 16,407,734    | 76       | 0.49                                 | 0.0732                                    | 0.00046                        |
| 陝西     | 35,365,072    | 69       | 0.44                                 | 0.0391                                    | 0.00020                        |
| 山東     | 89,971,789    | 68       | 0.44                                 | 0.0108                                    | 0.00008                        |
| 江蘇     | 73,043,577    | 67       | 0.43                                 | 0.0258                                    | 0.00009                        |
| 吉林     | 26,802,191    | 64       | 0.41                                 | 0.0026                                    | 0.00024                        |
| 天津     | 9,848,731     | 60       | 0.38                                 | 0.0225                                    | 0.00061                        |
| 甘粛     | 25,124,282    | 55       | 0.35                                 | 0.0025                                    | 0.00022                        |
| 河南     | 91,236,854    | 54       | 0.35                                 | 0.0047                                    | 0.00006                        |
| 広東     | 85,225,007    | 50       | 0.32                                 | 0.0039                                    | 0.00006                        |
| 四川     | 82,348,296    | 48       | 0.31                                 | 0.0012                                    | 0.00006                        |
| 青海     | 4,822,963     | 48       | 0.31                                 | 0.0022                                    | 0.00100                        |
| 雲南     | 42,360,089    | 32       | 0.20                                 | 0.0002                                    | 0.00008                        |
| 貴州     | 35,247,695    | 31       | 0.20                                 | 0.0002                                    | 0.00009                        |
| 湖北     | 59,508,870    | 26       | 0.17                                 | 0.0010                                    | 0.00004                        |
| 湖南     | 63,274,173    | 25       | 0.16                                 | 0.0004                                    | 0.00004                        |
| 安徽     | 58,999,948    | 22       | 0.14                                 | 0.0055                                    | 0.00004                        |
| 浙江     | 45,930,651    | 21       | 0.13                                 | 0.0053                                    | 0.00005                        |
| 寧夏     | 5,486,393     | 21       | 0.13                                 | 0.0011                                    | 0.00038                        |
| 西藏     | 2,616,329     | 20       | 0.13                                 | 0.0008                                    | 0.00076                        |
| 海南     | 7,559,035     | 14       | 0.09                                 | 0.0011                                    | 0.00019                        |
| 福建     | 34,097,947    | 13       | 0.08                                 | 0.0022                                    | 0.00004                        |
| 広西     | 43,854,538    | 13       | 0.08                                 | 0.0001                                    | 0.00003                        |
| 重慶     | 30,512,763    | 12       | 0.08                                 | 0.0006                                    | 0.00004                        |
| 山西     | 32,471,242    | 8        | 0.05                                 | 0.0078                                    | 0.00002                        |
| 江西     | 40,397,598    | 4        | 0.03                                 | 0.0032                                    | 0.00001                        |
| 現役軍人 | 2,498,600     | 22       | 0.14                                 | 0.0197                                    | 0.00088                        |

### 民族郷
- アルグン市
  - 恩和オロス族民族郷